# Mannophryne venezuelensis
Mannophryne venezuelensis (лат.) — вид бесхвостых земноводных из семейства Aromobatidae.
Mannophryne venezuelensis живёт в горных потоках в муниципалитете Арисменди в штате Сукре в Венесуэле, иногда встречается в водных потоках, проходящих через поля какао.
Наибольшую опасность для этого вида представляют традиционные перемещения сельского хозяйства и использования агрохимикатов в верховьях плантаций кофе и какао.